# Großsteingrab Klein Dratow
Das Großsteingrab Klein Dratow ist eine megalithische Grabanlage der jungsteinzeitlichen Trichterbecherkultur bei Klein Dratow, einem Ortsteil von Schloen-Dratow im Landkreis Mecklenburgische Seenplatte (Mecklenburg-Vorpommern). Es trägt die Sprockhoff-Nummer 430.

## Lage
Das Grab befindet sich etwa 500 m östlich von Dratow und etwa 200 m nördlich der gleichnamigen Straße in einer kleinen Baumgruppe auf einem Feld. Direkt am nördlichen Ortsrand scheint es noch ein zweites Grab zu geben. 2,5 km südöstlich liegen die Großsteingräber bei Freidorf.

## Beschreibung
Die Anlage besteht aus einer kleinen, nord-südlich orientierten Grabkammer mit einem Rollsteinhügel. Die Kammer ist als erweiterter Dolmen anzusprechen und bestand ursprünglich aus sechs Wand- und wahrscheinlich zwei Decksteinen. Erhalten sind der nördliche Abschlussstein, die beiden Wandsteine der östlichen Langseite sowie der nördliche Wandstein der westlichen Langseite. Alle stehen noch in situ. Ein fünfter Stein ist an die Westseite angelehnt. Sein ursprünglicher Standort ist nicht mehr bestimmbar. Die Kammer hatte eine Länge von 2,6 m und eine Breite von 1,4 m.